# Voo Ethiopian Airlines 702
O voo Ethiopian Airlines 702 foi um voo programado do Aeroporto Internacional Bole para o Aeroporto de Milão-Malpensa através do Aeroporto de Roma-Fiumicino em 17 de fevereiro de 2014. O avião, um Boeing 767-300ER, foi sequestrado por seu copiloto desarmado a caminho de Bole para Roma e aterrissou em Genebra. Todos os 202 passageiros e tripulantes saíram ilesos.

## Incidente
O voo 702 estava programado para partir do Aeroporto Internacional de Bole, Etiópia às 00:30 EAT (UTC+3) em 17 de fevereiro de 2014. A aeronave começou a transmitir o Squawk 7500 (sinal internacional para denunciar sequestro aéreo) enquanto sobrevoava o Sudão ao norte. Quando o piloto saiu da cabine para ir ao banheiro, o copiloto trancou a porta da cabine e continuou pilotando a aeronave. O voo estava programado para chegar ao aeroporto Leonardo da Vinci-Fiumicino, em Roma, Itália, às 04:40 CET (UTC+1), antes de continuar no aeroporto de Malpensa, em Milão, Itália. Em vez disso, o avião voou para Genebra, na Suíça, onde o copiloto do voo 702 circulou várias vezes enquanto se comunicava com o controle de tráfego aéreo no Aeroporto Internacional de Genebra, tentando mediar asilo político e uma garantia de que ele não iria extraditado para a Etiópia.
Às 06:02 CET (UTC+1), o avião pousou no Aeroporto Internacional de Genebra com cerca de 10 minutos de combustível restante e um incêndio em um de seus motores. O copiloto que sequestrara o avião desceu por uma corda que atirou pela janela da cabine e caminhou até a polícia. O aeroporto foi fechado imediatamente após o pouso. Não houve passageiros ou tripulantes feridos.
O avião foi escoltado por vários caças franceses e italianos ao passarem por seus respectivos espaços aéreos. A Força Aérea Suíça não respondeu porque o incidente ocorreu fora do horário comercial. Segundo um porta-voz da Força Aérea Suíça, "a Suíça não pôde intervir porque suas bases aéreas fecham à noite e nos fins de semana... É uma questão de orçamento e pessoal". A Suíça é apoiada pelos países vizinhos para monitorar seu espaço aéreo fora do horário comercial. A Força Aérea Francesa tinha permissão para acompanhar voos suspeitos no espaço aéreo suíço, mas não para derrubá-los.

## Sequestrador
O sequestrador do avião era Hailemedhin Abera Tegegn, de 31 anos, que era o copiloto do voo 702. Depois que o avião pousou, saiu da cabine usando uma corda que puxou para fora da janela da cabine. Foi detido pelas autoridades suíças e aguarda julgamento; é acusado do crime de sequestro de um avião.
Em março de 2015, o Supremo Tribunal Federal da Etiópia em Adis Abeba condenou Hailemedhin in absentia e o sentenciou a 19 anos e seis meses de prisão.